# Parmotrema erhizinosum
Parmotrema erhizinosum är en lavart som först beskrevs av D. D. Awasthi, och fick sitt nu gällande namn av Hale ex DePriest & B.W. Hale. Parmotrema erhizinosum ingår i släktet Parmotrema och familjen Parmeliaceae.   Inga underarter finns listade i Catalogue of Life.